# موبتي
موبتي (بالإنجليزية: Mopti) هي مستوطنة تقع في مالي في منطقة موبتي. يقدر عدد سكانها بـ 114,296 نسمة ومساحتها 40 كم2 ووترتفع عن سطح البحر 268 متر.

## المدن التوأمة
مدن Mortagne-au-Perche وChartres-de-Bretagne هي مدن توأمة لـموبتي.

## أعلام
- أمادو توماني توري

محمد العربي ديارا أستاذ اللغة العربية 1937 2004

## معرض صور

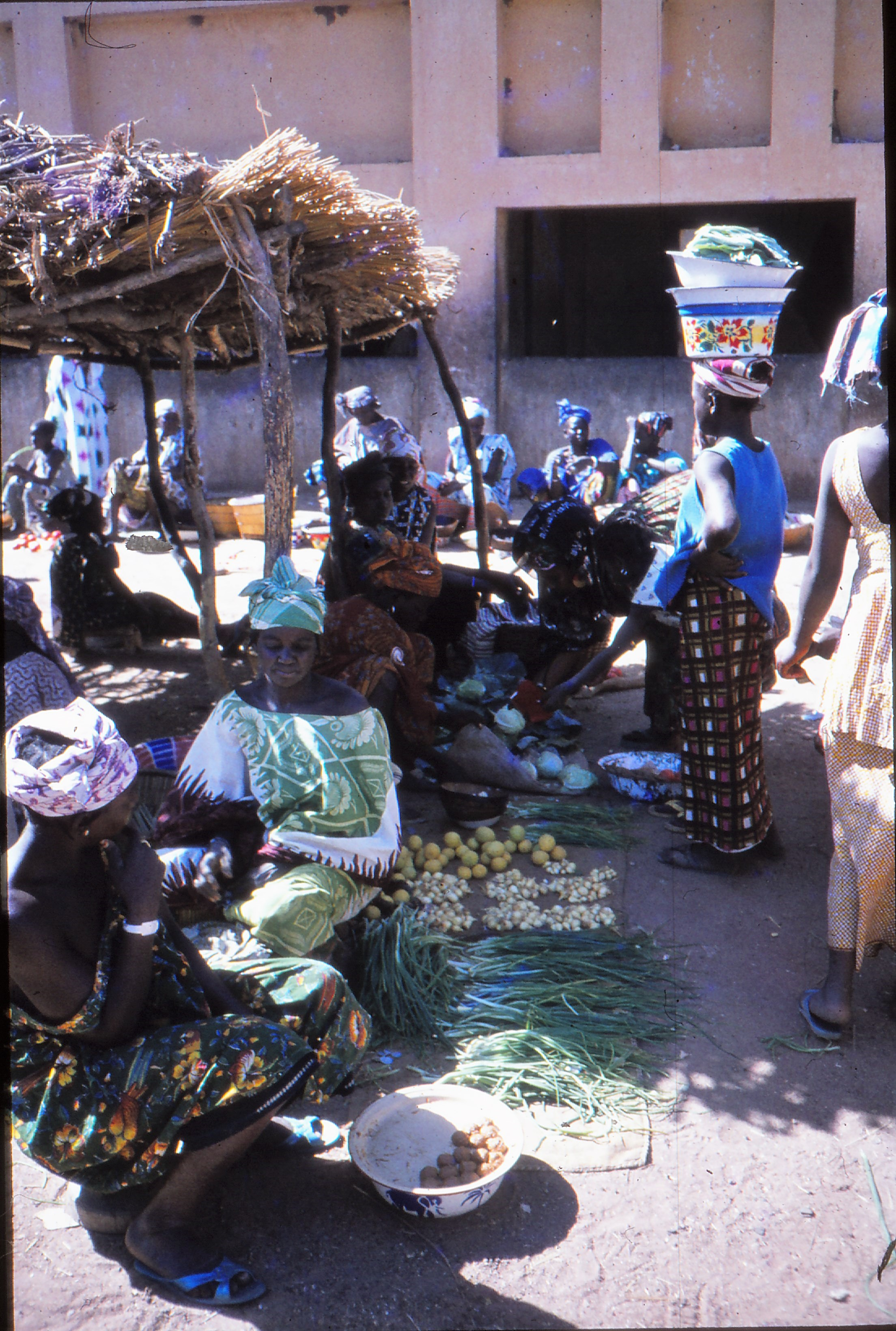
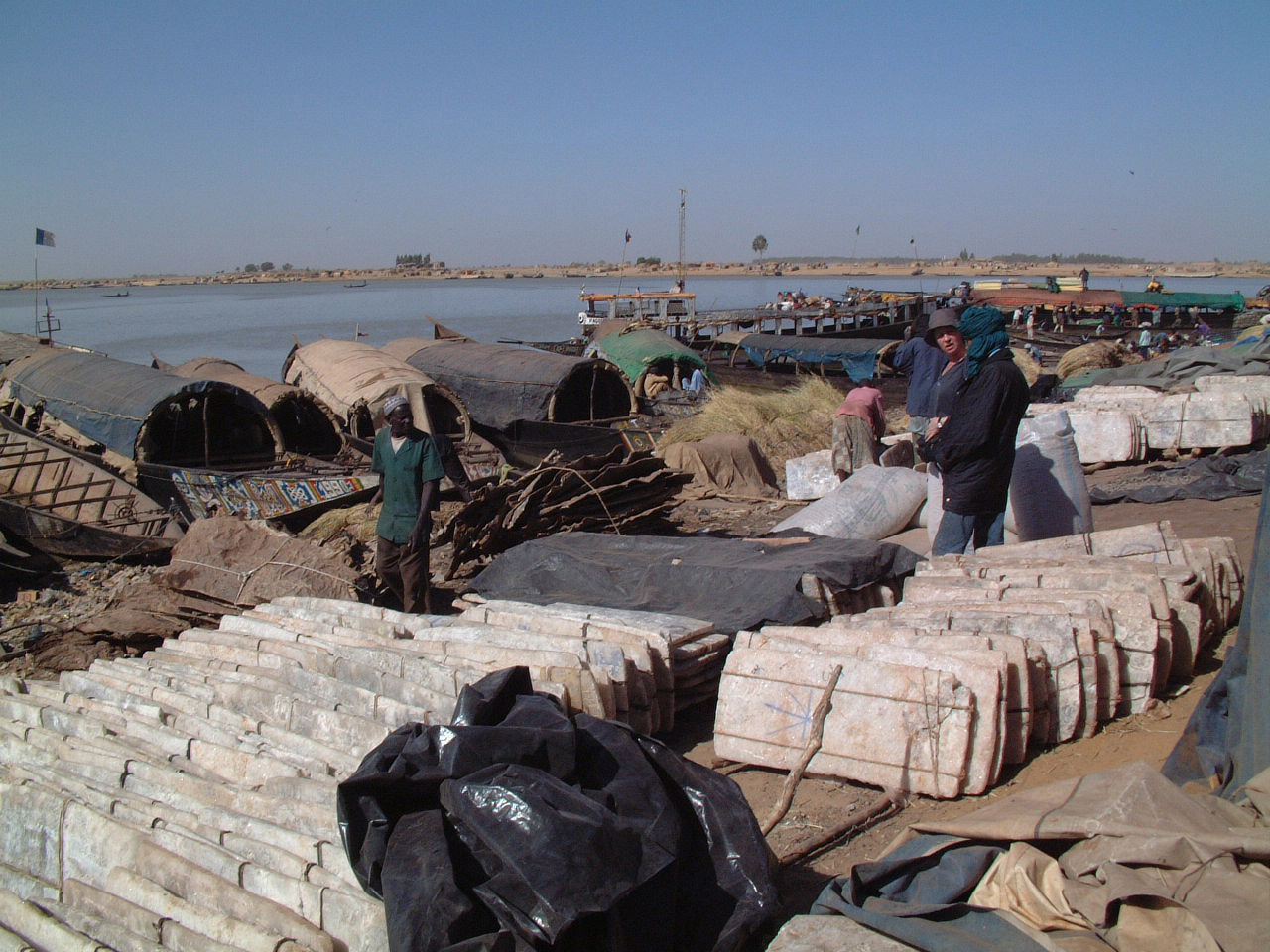
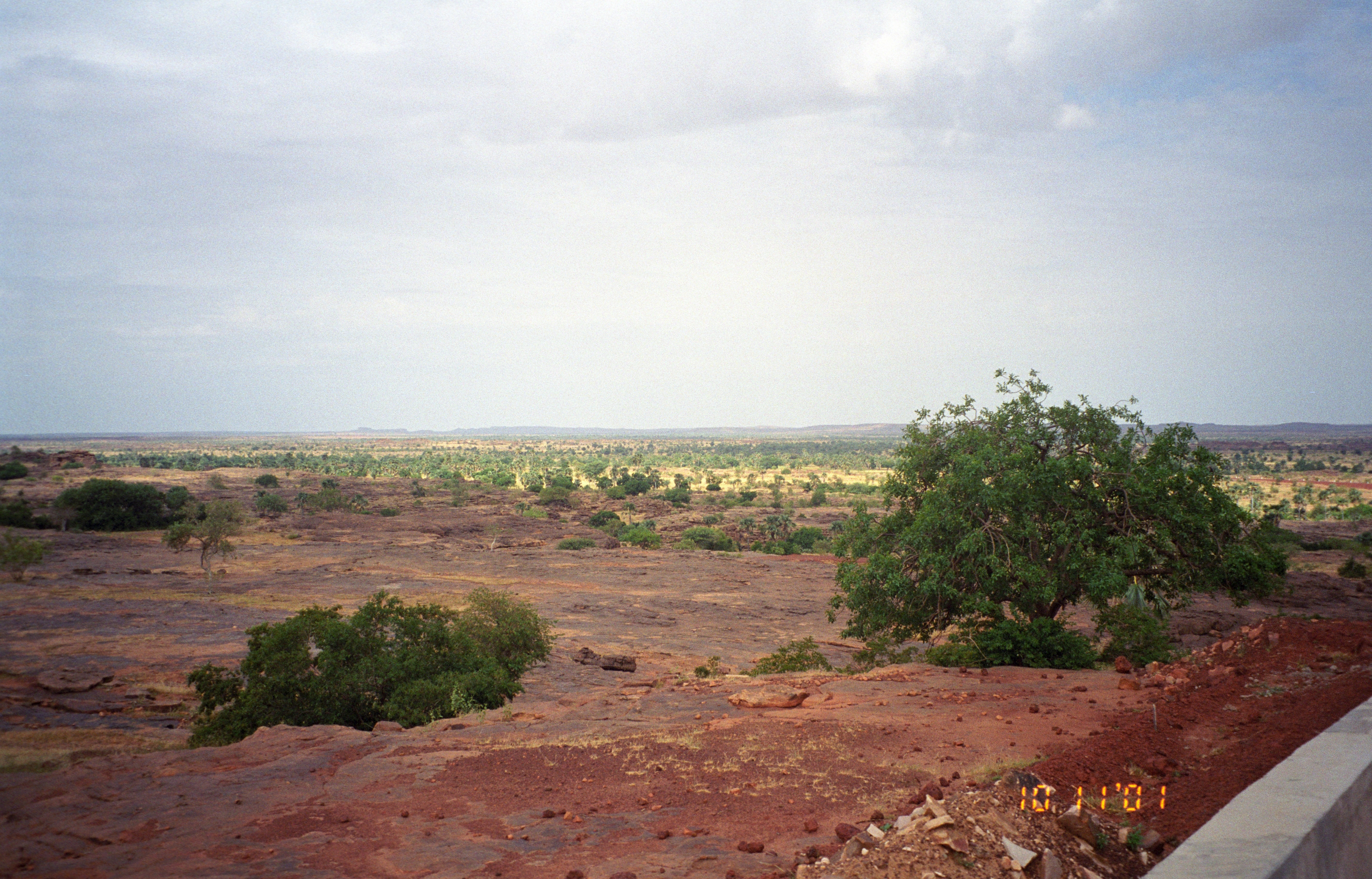
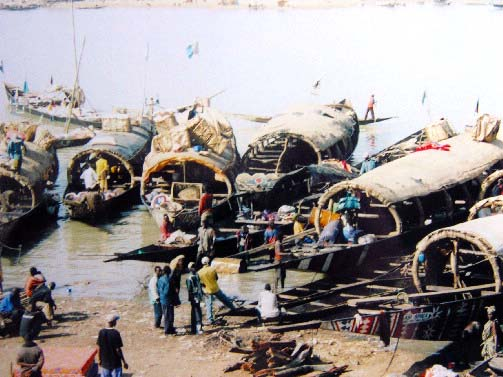
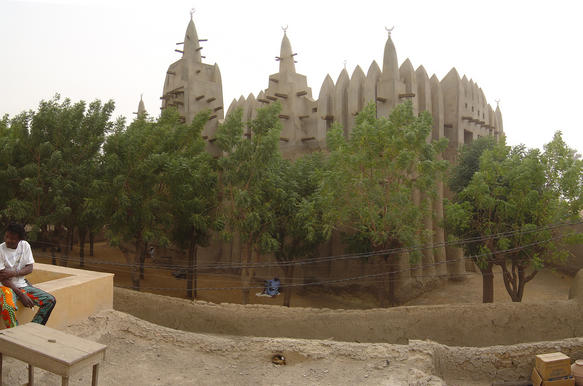
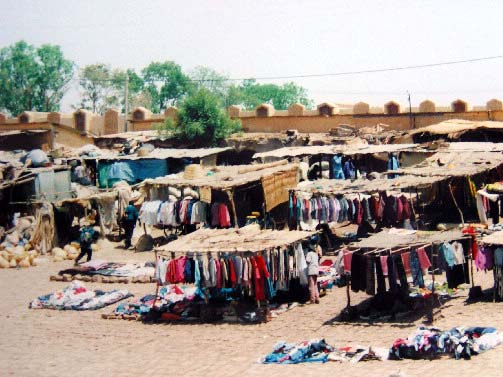